# محبوب (ترانه اریک سعاده)

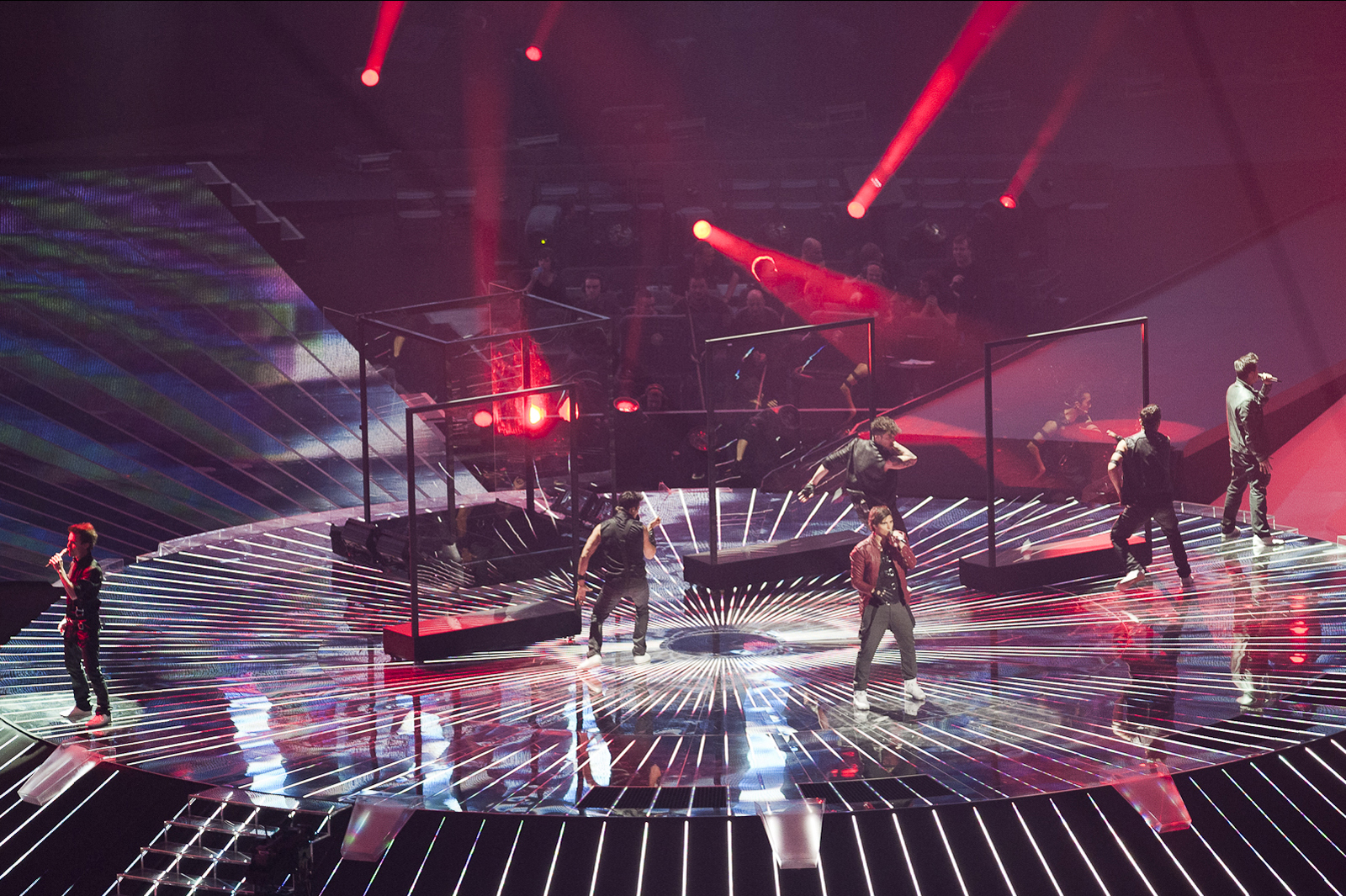
اریک سعاده در حال اجرای اهنگ محبوب سال 2011 در دوسلدورف

"محبوب" نام ترانه‌ای انگلیسی است که سال ۲۰۰۸ توسط فردریک کِمپ(به انگلیسی: Fredrik Kempe) نوشته و به وسیله ی اریک سعاده (به انگلیسی:Eric     Saade )خواننده ی سوئدی اجرا شده‌است. اریک سعاده این ترانه را در جشنواره ی یوروویژن ۲۰۱۱ و ملودی فستیوالن ۲۰۱۱ اجرا کرد و توانست در یوروویژن رتبه‌ی سوم و در ملودی فسیوالن رتبه‌ی اول را به خود اختصاص دهد. این ترانه مربوط به دومین آلبوم رسمی وی به نام سعاده (قسمت ۱) است.
ترانه ی "محبوب" در چهارم مارس ۲۰۱۱ منتشر شد و مستقیماً به آهنگ شماره‌ی یک جدول تک آهنگ‌های سوئد صعود کرد.